# Escaufourt
Escaufourt est une ancienne commune française, située dans le département du Nord et la région Hauts-de-France. Escaufourt est une commune associée de Saint-Souplet depuis le 1er septembre 1973, à la suite d'un décret paru le 18 août 1973.
Le nom jeté des habitants d'Escaufourt est les Grosses Tiètes (les grosses têtes).

## Géographie
La commune avait une superficie de 3,02 km2.

## Toponymie
Du latin calcis furnus, de l’ancien français chauffour  « four à chaux », avec agglutination de la préposition ès.

## Histoire
Au XIIe siècle, Escaufourt était de la paroisse d'Honnechy. Avant la fusion avec la commune de Saint-Souplet en 1973, Escaufourt était une enclave de l'Aisne dans le Nord. Elle faisait partie du canton de Bohain-en-Vermandois dans l'arrondissement de Saint-Quentin. Elle a été rattachée au département de l'Aisne depuis sa création en 1790 mais plusieurs tentatives furent effectuées pour rattacher Escaufourt au département du Nord. Depuis le 1er septembre 1973, elle est une commune associée à Saint-Souplet donc dissoute par l'arrêté préfectoral du 18 août 1973. Elle est rattachée alors au département du Nord. Elle portait avant son rattachement, le code commune 02285, code qu'elle conserve encore en 2017.
Avant la Révolution française, Escaufourt était le siège d'une seigneurie. Au XVIIIe siècle, elle est détenue par Pierre Jean Ghislain Joseph Pamart, seigneur d 'Escaufourt, fils de Ghislain et de Marie Desmarez. Il est né à Valenciennes en juin 1677 (baptisé le 24 juin 1677) et a pris pour femme Marie Françoise Joseph de Fourmestraux de Saint-Denis, fille de Pierre Alexis, bourgeois de Lille, qui a acheté la charge de prévôt du comte de Valenciennes, et se qualifie de conseiller du roi. Il a adopté le nom de Fourmestraux de Saint-Denis, du nom d'une propriété de sa femme située près de Courtrai, pour se distinguer de ses cousins de Fourmestraux, nombreux à Lille. La mère de Marie Françoise Joseph de Fourmestraux de Saint-Denis est Gabrielle Wery.

### Héraldique
|  | Les armes des seigneurs d'Escaufourt se blasonnaient ainsi : « De gueules, à 3 chevrons d'or, au lambel de 4 pendans du même. » |

## Administration
Avant son rattachement à Saint-Souplet, la commune portait le code commune 02285 car elle était une enclave du département de l'Aisne.

### Maires délégués
Escaufourt étant une commune associée, elle dispose d'un maire délégué et d'un conseiller municipal qui font partie du conseil municipal de Saint-Souplet.
| Période                                  | Période  | Identité        | Étiquette | Qualité |
| ---------------------------------------- | -------- | --------------- | --------- | ------- |
| 2001                                     | 2008     | Henri Merlin    |           |         |
| 2008                                     | En cours | Delphine Moreau |           |         |
| Les données manquantes sont à compléter. |          |                 |           |         |

### Maire d'Escaufourt
| Période                                  | Période    | Identité         | Étiquette | Qualité                 |
| ---------------------------------------- | ---------- | ---------------- | --------- | ----------------------- |
| avant 1877                               | après 1879 | Legrand          |           |                         |
| Les données manquantes sont à compléter. |            |                  |           |                         |
| 1882                                     | 1887       | Louis Lartille   |           | Mort en cours de mandat |
| 1882                                     | 1887       | Pierre Berthe    |           | Démissionnaire          |
| 1887                                     | 1887       | Aimable Taine    |           | intérim                 |
| 1882                                     | 1888       | Aimable Taine    |           | Élu après l'intérim     |
| 1888                                     | 1904       | Floquet Delhay   |           |                         |
| 1904                                     | 1914       | Legrand Godeliez |           |                         |
| 1914                                     | 19         | Louis Afchain    |           |                         |
| 19                                       | 19         | Albert Girbal    |           |                         |
| Les données manquantes sont à compléter. |            |                  |           |                         |

## Démographie
| 1793 | 1800 | 1806 | 1821 | 1831 | 1836 | 1841 | 1846 | 1851 |
| ---- | ---- | ---- | ---- | ---- | ---- | ---- | ---- | ---- |
| 294  | 353  | 356  | 361  | 394  | 467  | 483  | 513  | 530  |

| 1856 | 1861 | 1866 | 1872 | 1876 | 1881 | 1886 | 1891 | 1896 |
| ---- | ---- | ---- | ---- | ---- | ---- | ---- | ---- | ---- |
| 569  | 604  | 622  | 598  | 598  | 515  | 484  | 454  | 444  |

| 1901 | 1906 | 1911 | 1921 | 1926 | 1931 | 1936 | 1946 | 1954 |
| ---- | ---- | ---- | ---- | ---- | ---- | ---- | ---- | ---- |
| 414  | 399  | 335  | 275  | 276  | 287  | 269  | 242  | 260  |

| 1962 | 1968 | 1975 | 1982 | 1990 | 1999 | 2006 | 2010 | 2015 |
| ---- | ---- | ---- | ---- | ---- | ---- | ---- | ---- | ---- |
| 275  | 266  | 231  | 213  | 158  | 166  | 166  | 170  | 155  |

| 2020 | 2022 | - | - | - | - | - | - | - |
| ---- | ---- | - | - | - | - | - | - | - |
| 171  | 170  | - | - | - | - | - | - | - |

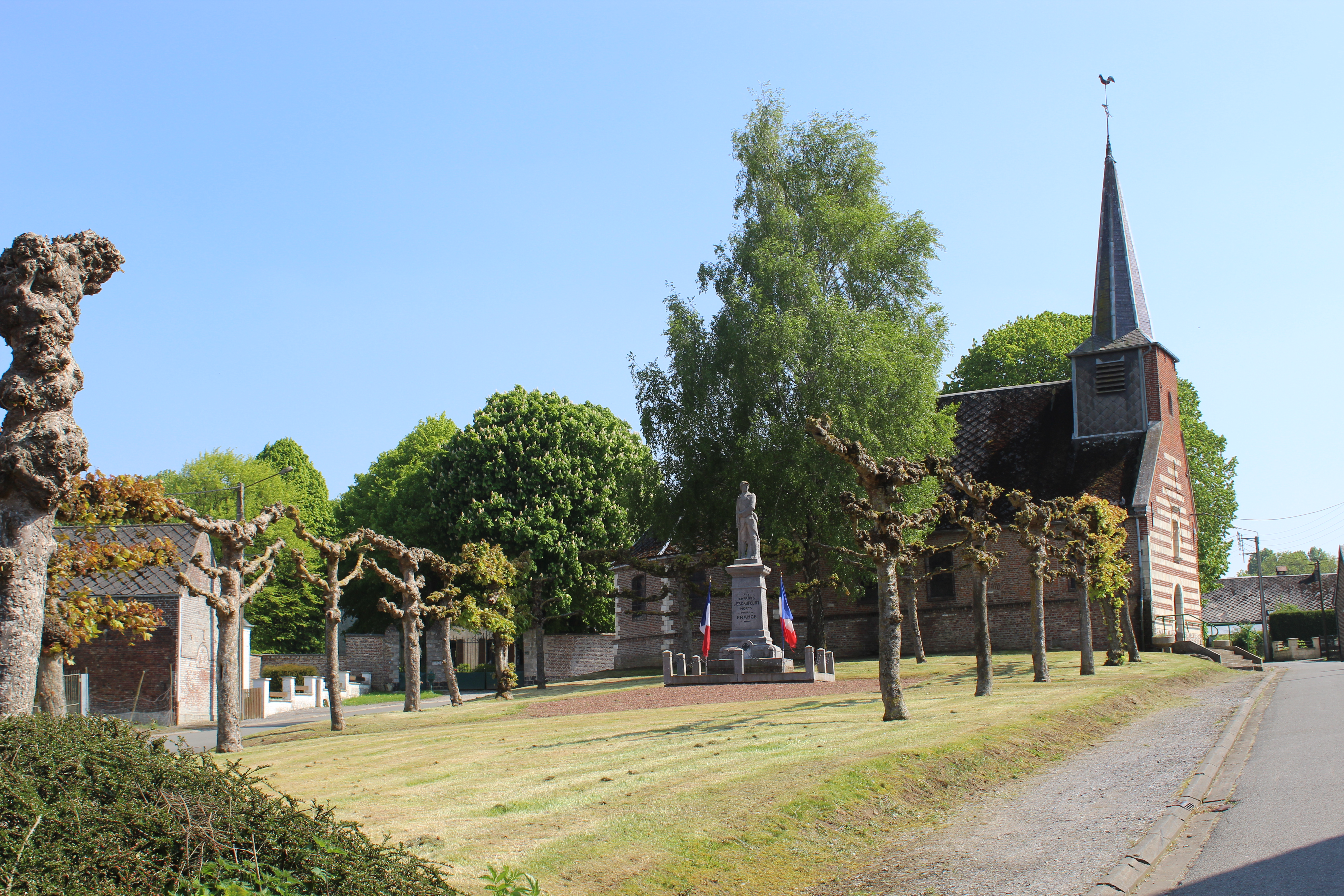
La place d'Escaufourt.
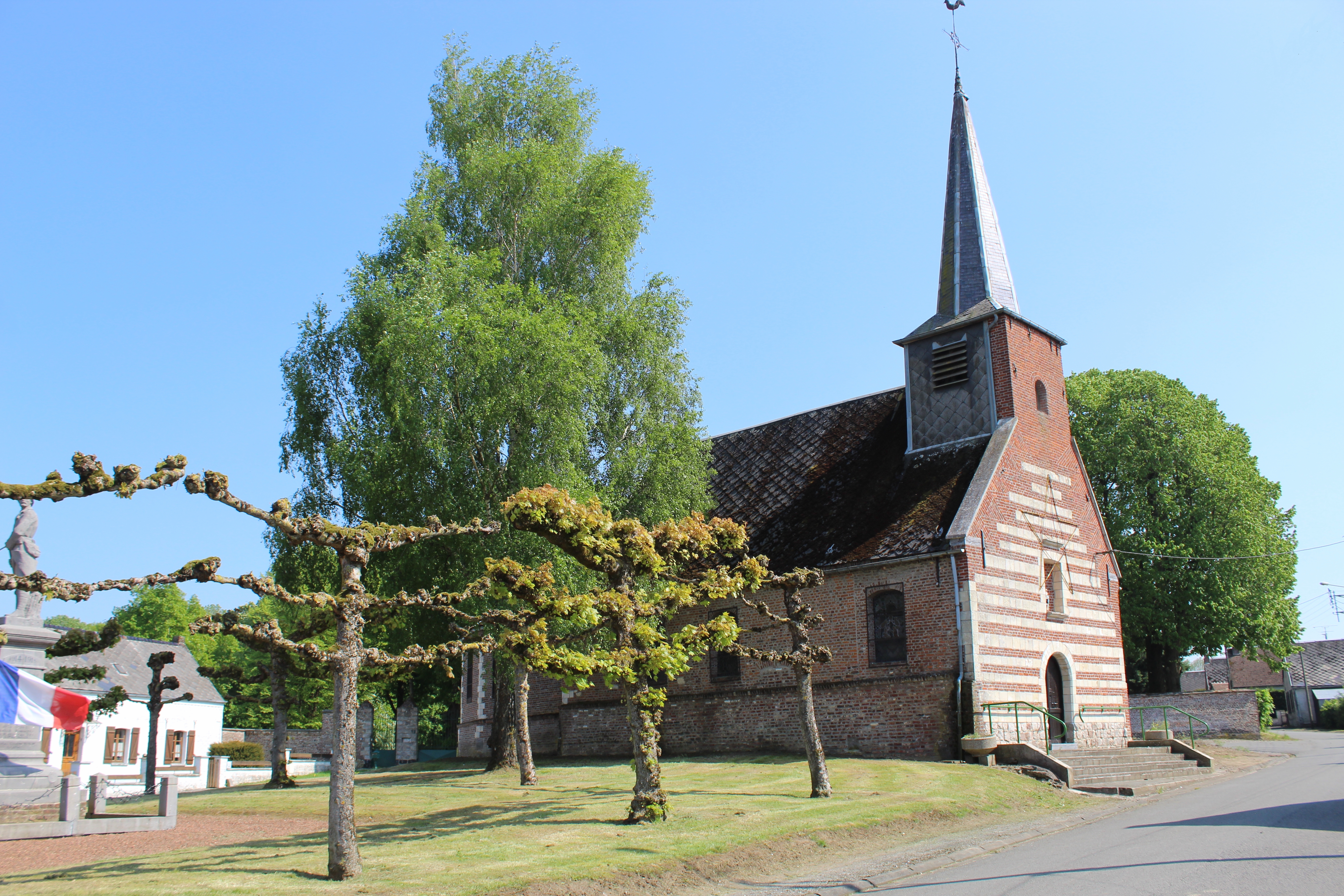
L'église d'Escaufourt.
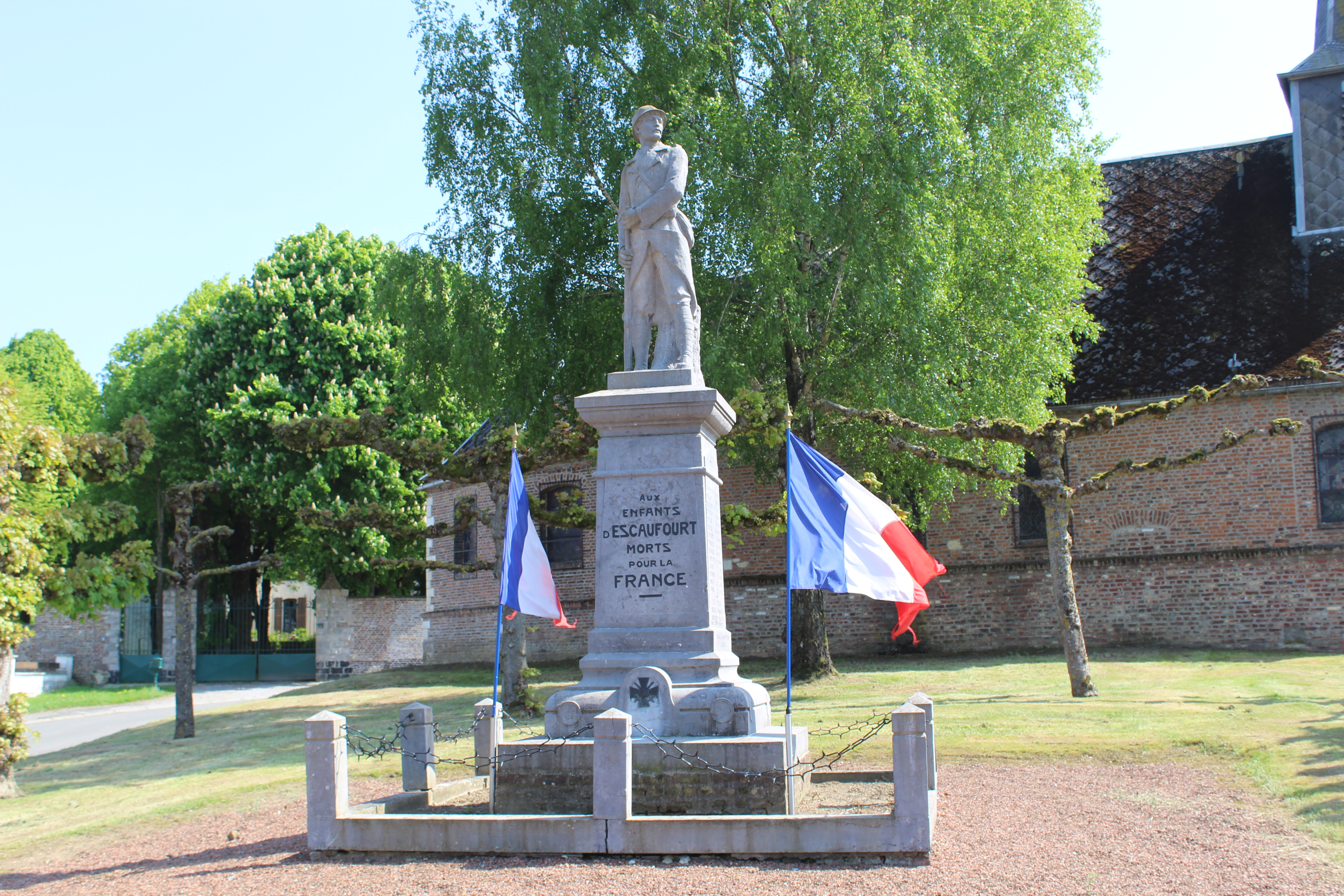
Le monument aux morts d'Escaufourt.
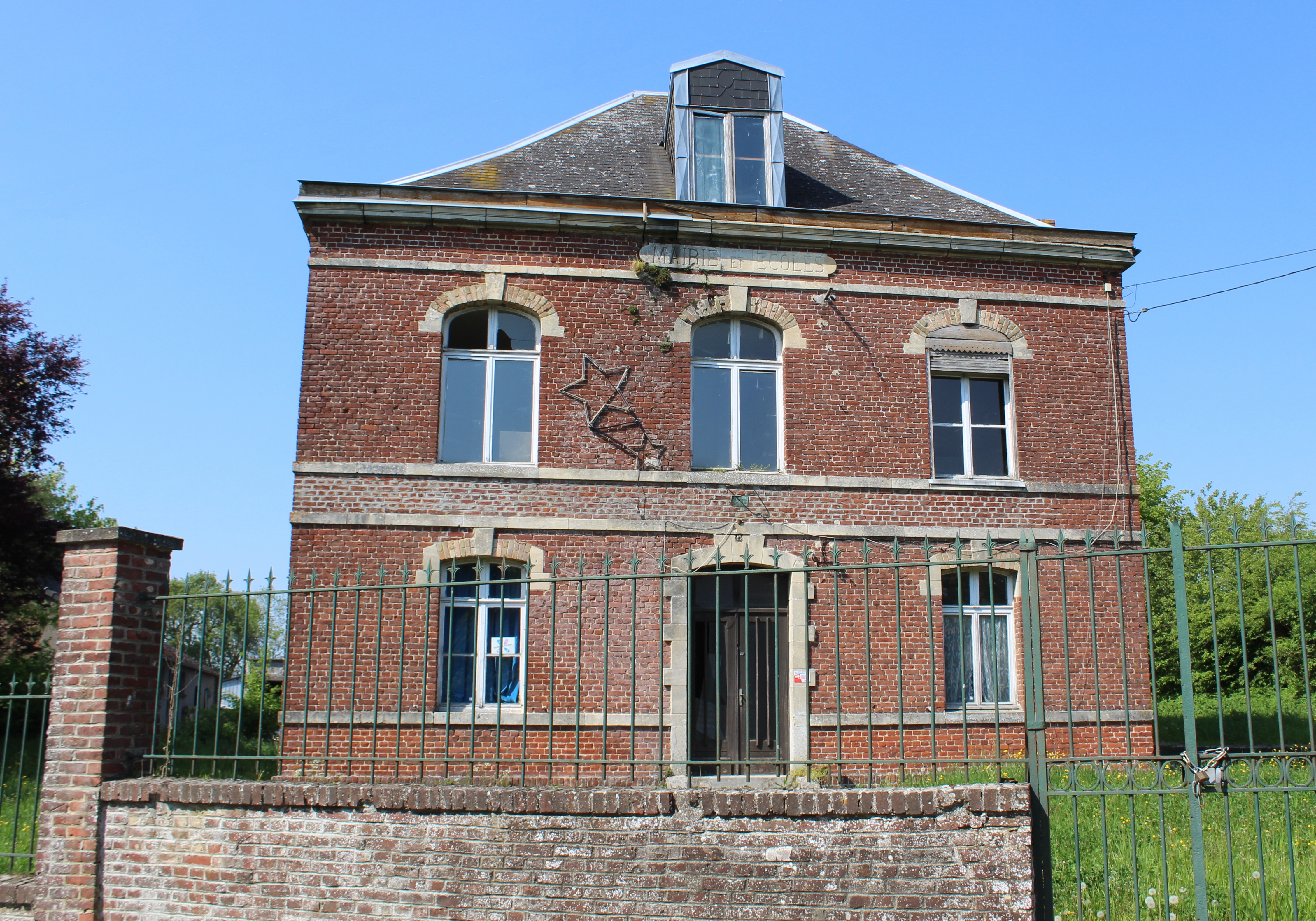
L'ancienne mairie d'Escaufourt aujourd'hui désaffectée.
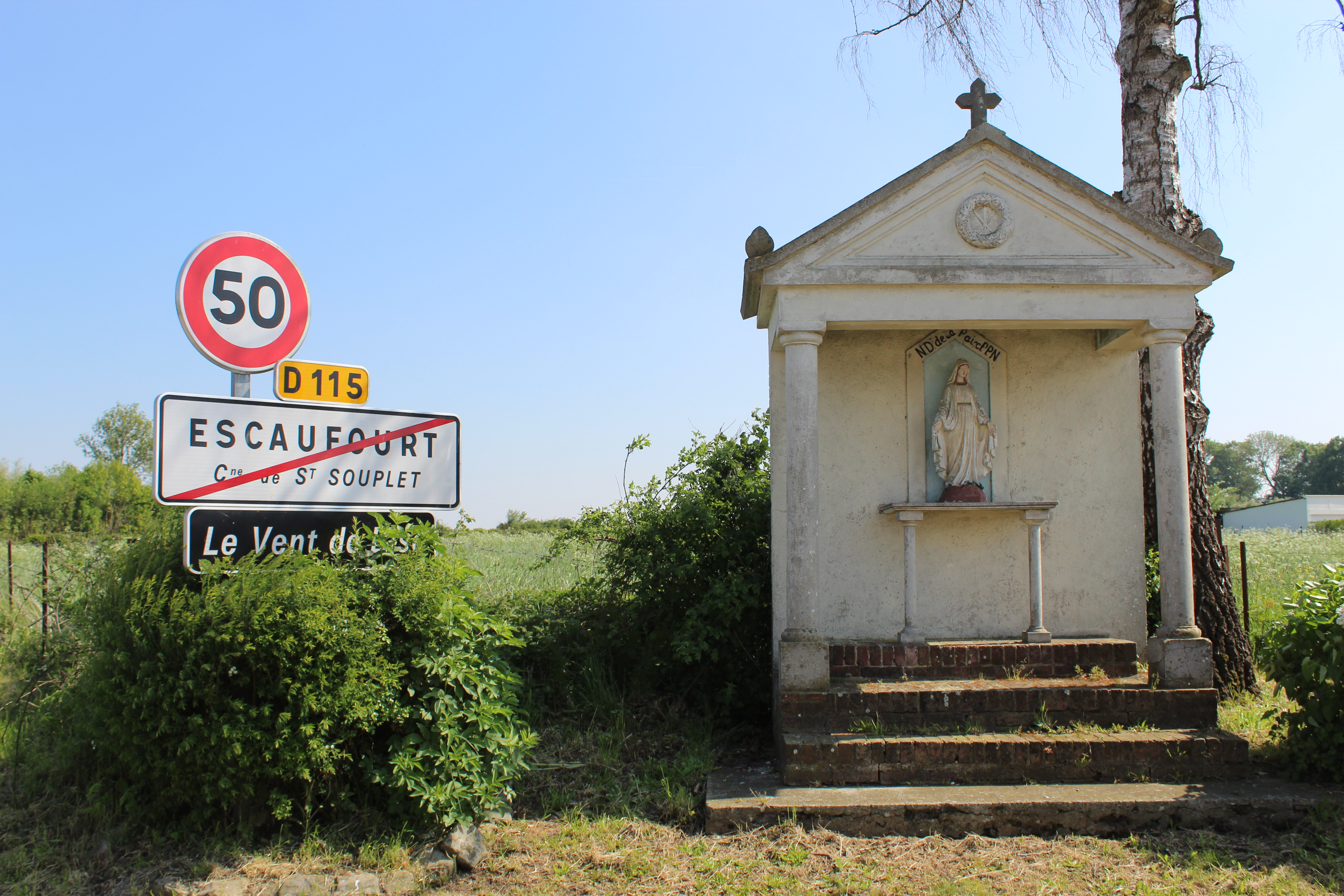
La chapelle Notre-Dame de la Paix et l'entrée du lieu-dit "Le Vent de Bise".

### Personnalités liées à la commune
Escaufourt fut marqué par ses instituteurs, secrétaires de mairie. Tout d'abord Monsieur Raimbaut, puis Monsieur Amédée Soufflet (1920-1981) qui est resté, ainsi que son épouse, Suzanne Soufflet-Hézelot (1918-2011), de 1945 à 1967 dans cette petite commune de l'Aisne.